# Old World justicioids
Old World justicioids è una denominazione provvisoria per un gruppo (sottotribù) di piante spermatofite dicotiledoni della tribù Justicieae (famiglia delle Acanthaceae).

## Descrizione

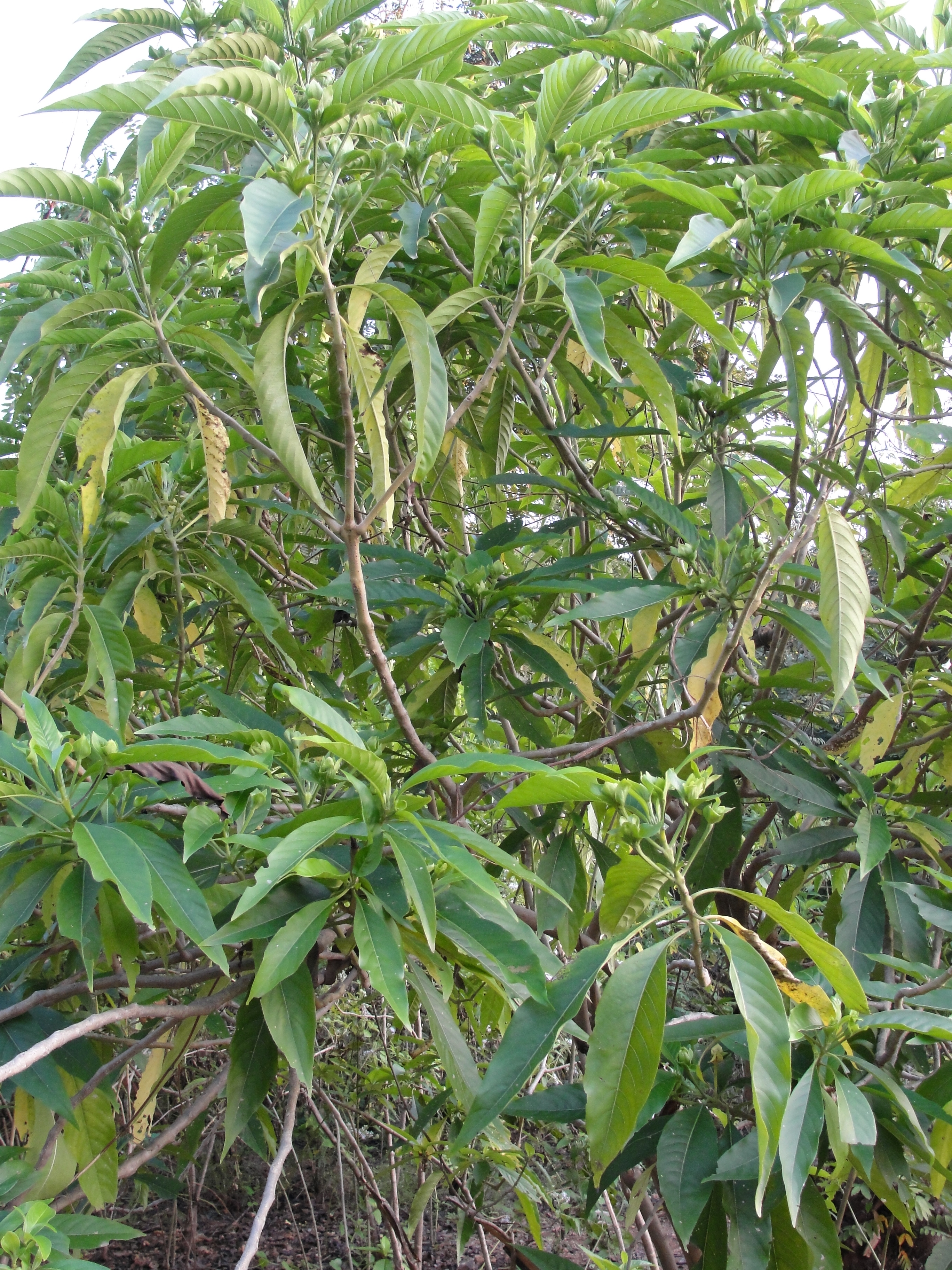
Il portamento
Justicia adhatoda

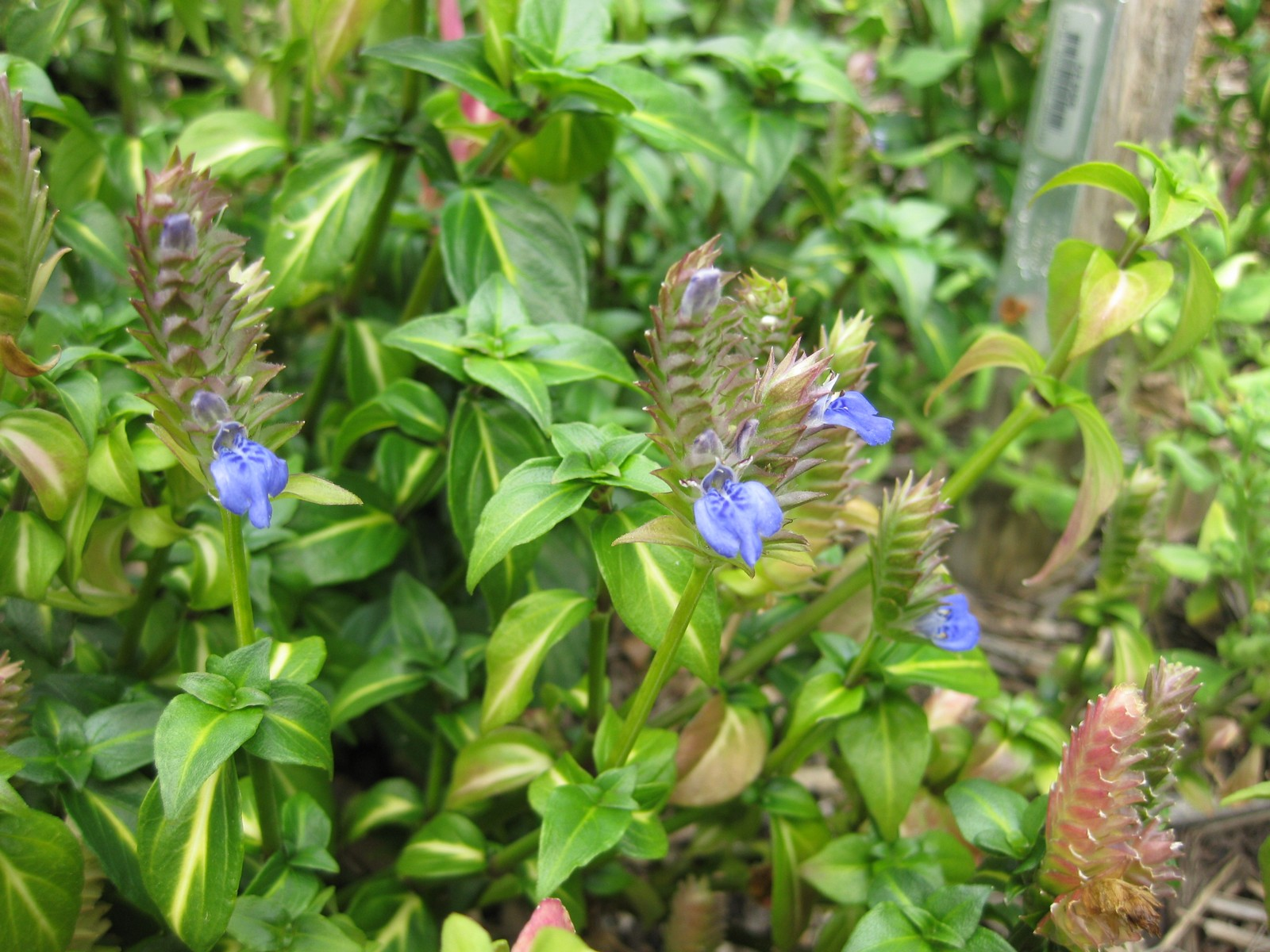
Le foglie
Rungia klossii

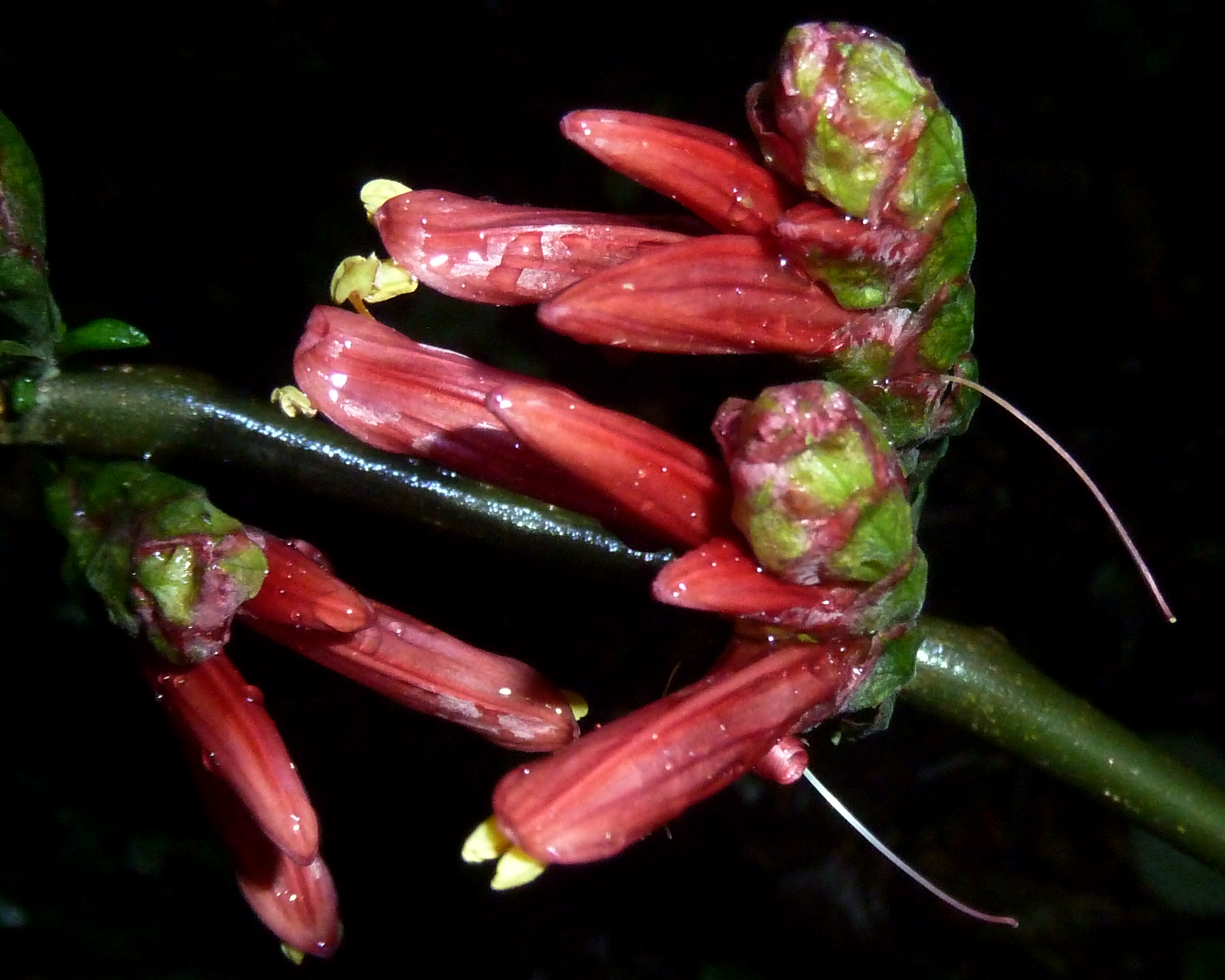
Infiorescenza
Metarungia pubinervia

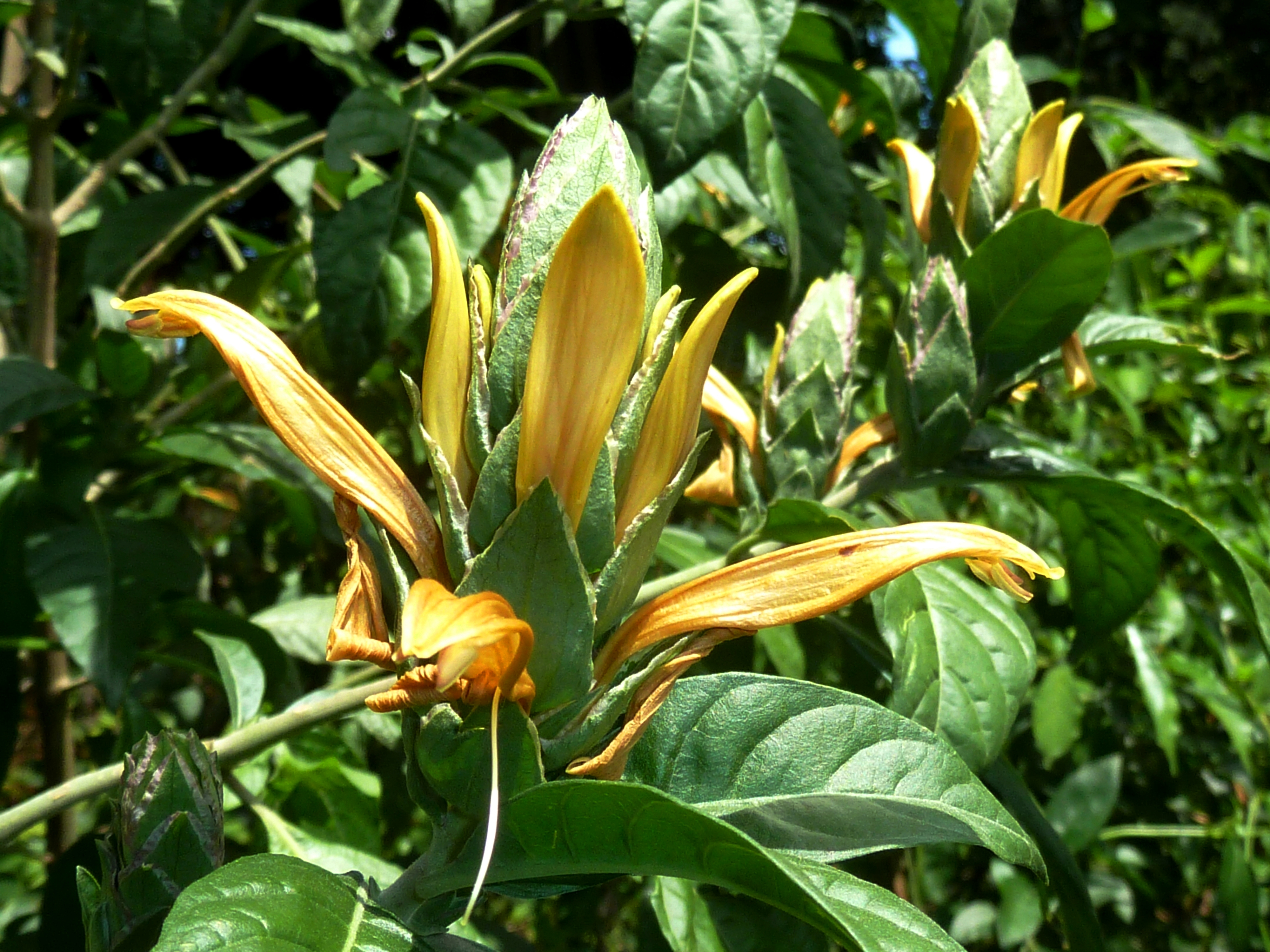
I fiori
Metarungia longistrobus

- Il portamento delle specie di questo gruppo di piante è erbaceo perenne (a volte decombenti), arbustivo (suffruticoso) o piccoli alberi flessuosi (Anisotes). Nelle varie parti vegetative sono presenti dei glicosidi fenolici spesso in composti iridoidi, alcaloidi e diterpenoidi; sono presenti inoltre cistoliti. Alcuni fusti hanno una sezione subquadrangolare a causa della presenza di fasci di collenchima posti nei quattro vertici; altrimenti sono più o meno cilindrici.[2][3][4][5][6][7][8]
- Le foglie lungo il caule sono disposte in modo opposto. La lamina, sessile o picciolata, ha delle forme intere da lanceolate o ellittiche a ovate o largamente ovali con margini sinuosi, interi o leggermente seghettati o crenati. Il fogliame può essere deciduo o sempreverde.
- Le infiorescenze sono terminali del tipo a dicasio con pochi fiori posizionati alle ascelle delle foglie superiori. Se i fiori sono molti si formano delle infiorescenze a racemo o tirso, a volte se sono ramificati le infiorescenze diventano delle pannocchie. Nelle infiorescenze sono presenti sia delle vistose brattee (fogliacee o petaloidi) colorate (con forme da lineari a oblanceolate) che 2 bratteole simili alle brattee o più piccole. I fiori possono essere sessili o peduncolati.
- I fiori sono ermafroditi e zigomorfi; sono inoltre tetraciclici (ossia formati da 4 verticilli: calice– corolla – androceo – gineceo) e pentameri (i verticilli del perianzio hanno più o meno 5 elementi ognuno). I fiori possono essere tomentosi (Adhatoda).

- Formula fiorale. Per la famiglia di queste piante viene indicata la seguente formula fiorale:

X, K (5), [C (2+3), A 2+2 o 2] G (2/supero), capsula
- Il calice, gamosepalo, è profondamente da trilobato a pentalobato. I lobi (simili a lacinie) sono uguali o subuguali (calice attinomorfo). La forma dei lobi varia da lineare a triangolare. In Metarungia il calice è velenoso.

- La corolla, gamopetala, è tubolare-cilindrica o a forma di imbuto (a volte il tubo è molto lungo) e termina con due labbra (corolla zigomorfa del tipo bilabiato). Il labbro inferiore è formato da 3 lobi; il labbro superiore ha 2 profondi lobi. Internamente alla corolla è presente un solco. Le labbra possono essere minutamente lobate o cigliate. I colori sono bianco, viola, verdastro, crema, arancio, giallastro, blu e rosso.

- L'androceo è formato da due stami, adnati all'apice del tubo della corolla e sporgenti (in genere non oltre il labbro superiore della corolla; molto sporgenti in Megalochlamys). Non sono presenti staminoidi. Le antere sono biloculari (con due teche). La disposizione delle teche è da parallele a oblique; a volte sono inserite in modo disuguale. La base delle teche è speronata e priva di appendici basali. Il polline, a forma prolata o subprolata, normalmente è tricolpoporato con 6 aperture ed esina perforata. In particolare in Justicia la vista polare è da oblunga a trigona e delle areole sono presenti adiacenti alle aperture. In Megalochlamys è tricolpato e la vista polare è arrotondata-trigona. In Trichocalyx è dicolpoporato con vista polare da oblunga a circolare. È presente un disco nettarifero a forma anulare.

- Il gineceo è formato da un ovario supero bicarpellare (a due carpelli connati - ovario sincarpico) e quindi biloculare. La placentazione in generale è assile. Ogni loggia può contenere 1 - 2 ovuli. Gli ovuli possono essere anatropi o campilotropi con un solo tegumento e sono inoltre tenuinucellati (con la nocella, stadio primordiale dell'ovulo, ridotta a poche cellule). Lo stilo è uno con un solo stigma leggermente bilobo.

- I frutti sono delle capsule, anche tomentose oppure legnose, con un gambo basale sterile e una testa fertile più o meno clavata. Ogni capsula contiene 2 - 4 semi. Questi hanno delle forme da compresse (semi lenticolari) a sferiche con apice da arrotondato a acuto e base da troncata a cordata. In particolare in Megalochlamys i semi hanno delle forme ellittico-discoidi con apice arrotondato, base obliqua e superficie glabra.[12] La deiscenza dei frutti è elastica (derivata dalla particolare placentazione dell'ovario). Il funicolo è persistente (il retinacolo è uncinato). L'endosperma è scarso o assente.

## Distribuzione e habitat
La distribuzione di questo gruppo è relativa alle zone tropicali o temperato-calde dell'Eurasia compresa l'Africa e Australia.

## Tassonomia
La famiglia Acanthaceae comprende 208 generi con oltre 4.500 specie. È soprattutto una famiglia con specie a distribuzione tropicale o subtropicale molte delle quali sono usate come piante ornamentali.  Dal punto di vista tassonomico la famiglia è suddivisa in 4 sottofamiglie (compreso il recente inserimento delle Avicennioideae); il gruppo di questa voce appartiene alla sottofamiglia Acanthoideae (tribù Justicieae) caratterizzata soprattutto dalla presenza di cistoliti nelle foglie.

### Filogenesi

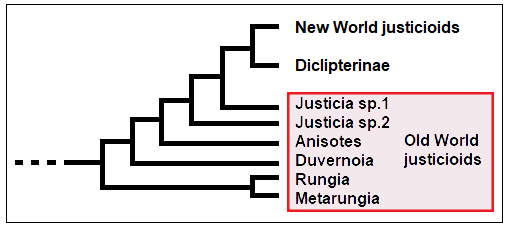
Cladogramma del gruppo

Il gruppo "Old World justicioids" non è monofiletico sia per la presenta di diverse specie del genere Justicia (genere parafiletico) ma anche perché non include le altre linee filetiche (New World justicioids e Diclipterinae) derivate da un unico progenitore. Le specie di questo gruppo sono accomunate soprattutto geograficamente (al vecchio Mondo, areale australiano incluso). Sono necessari ulteriori studi per comprendere meglio la struttura filogenetica di questo gruppo.
Nell'ambito della tribù Justicieae il gruppo "Old World justicioids" insieme alla sottotribù Diclipterinae e il clade New World justicioids rappresentano il "core" della tribù e sono "gruppo fratello" al resto delle Justicieae.
Il cladogramma a lato tratto dallo studio citato e semplificato (comprende solamente alcuni generi), mostra l'attuale conoscenza filogenetica del gruppo botanico di questa voce.

### Composizione del gruppo
Questo gruppo informale si compone di 10 generi e circa 280 specie:
| Genere                         | Specie                                                             | Distribuzione                                    |
| ------------------------------ | ------------------------------------------------------------------ | ------------------------------------------------ |
| Adhatoda Mill., 1754           | Una specie: Adhatoda densiflora manning                            | Sudafrica                                        |
| Anisotes Nees, 1847            | 19                                                                 | Africa (tropicale) e Madagascar                  |
| Ascotheca Heine, 1966          | Una specie: Ascotheca paucinervia (T.Anderson ex C.B.Clarke) Heine | Africa orientale (tropicale)                     |
| Calycacanthus K. Schum., 1853  | Una specie: Calycacanthus magnusianus K.Schum                      | Nuova Guinea                                     |
| Justicia L., 1753              | circa 200 (1)                                                      | Vecchio Mondo (aree tropicali e temperato-calde) |
| Megalochlamys Lindau, 1899 (2) | 3                                                                  | Africa (sud-occidentale)                         |
| Metarungia Baden, 1984         | 3                                                                  | Sudafrica                                        |
| Rungia Nees, 1832              | 50                                                                 | Vecchio Mondo                                    |
| Sarojusticia Bremek., 1962     | Una specie: Sarojusticia kempeana (F. Muell.) Bremek.              | Australia (nord-occidentale)                     |
| Trichocalyx Balf.f., 1883      | 2                                                                  | Socotra                                          |

Note: 
- (1): attualmente il genere Justicia è parafiletico e comprende specie distribuite sia nel Nuovo Mondo che nel Vecchio Mondo.[22]
- (2): successive ricerche[23] dimostrano che il genere Megalochlamys dovrebbe essere descritto all'interno del gruppo Tetramerium lineage.
- I generi Aulojusticia Lindau e Duvernoia E. Mey. ex Nees inclusi da alcuni Autori[22] nel presente gruppo, sono considerati sinonimi del genere Justicia in altre checklist.[18]
- Il genere Monechma Hochst. inizialmente descritto all'interno di questo gruppo in seguito è stato posizionato nella sottotribù Diclipterinae.[24]
- Il genere monospecifico Calycacanthus K. Schum. (Nuova Guinea) in base ad alcuni studi risulta "gruppo fratello" del genere Ptyssiglottis e quindi più vicino alla sottotribù Isoglossinae che al gruppo "Old World justicioids".[25]